# Església de Sant Polieucte
L'església de Sant Polieucte (grec: Ναός του Αγίου Πολυεύκτου, Naós tu Agiu Polievktu; turc: Ayios Polieuktos Kilisesi) fou una antiga església romana d'Orient construïda a Constantinoble (actual Istanbul) per la noble Anícia Juliana i dedicada a Sant Polieucte. Concebuda com a commemoració del llinatge imperial de Juliana, era un edifici ricament decorat i fou el temple més gran de la ciutat fins que es va construir la Santa Sofia.
Tenia un disseny que introduí l'ús a gran escala d'elements decoratius sassànides i podria haver estat el primer exponent del nou tipus d'arquitectura de basílica amb cúpula, que posteriorment seria perfeccionat a Santa Sofia.
No se sap gaire cosa sobre els fets posteriors a la construcció. L'edifici sobrevisqué fins al segle xi, i després caigué en decadència. Diversos elements arquitectònics en foren retirats i reutilitzats a Constantinoble i altres ciutats. Després que durant el període otomà es construïren altres edificacions sobre les ruïnes, el lloc fou redescobert quan s'hi van fer unes excavacions en la dècada de 1960. La zona, just enfront de l'Ajuntament d'Istanbul, és ara un entorn arqueològic preservat i obert al públic, per bé que les escultures es van traslladar al Museu Arqueològic d'Istanbul.

## Història

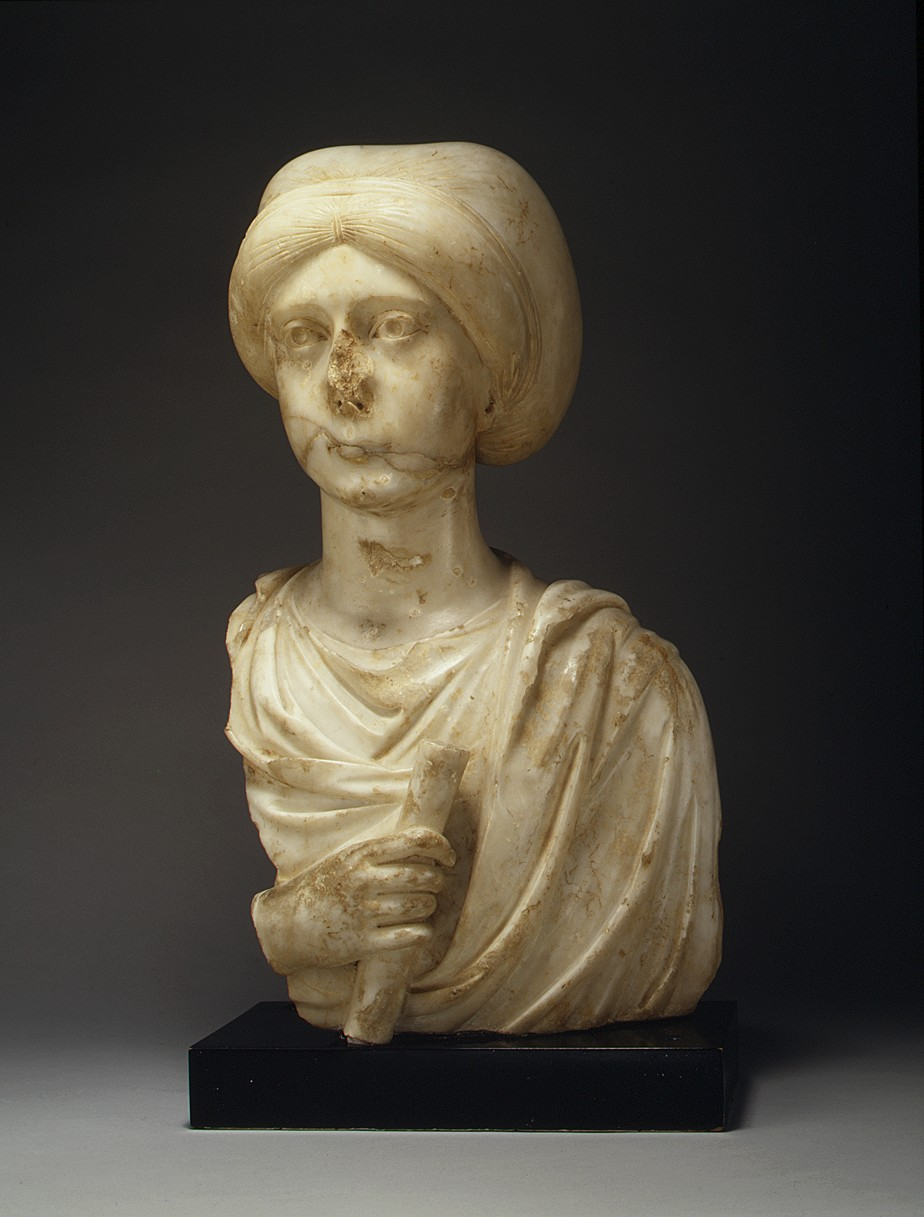
Bust en marbre d'Anicia Juliana, es troba al Museu Metropolità d'Art de Nova York

L'església es construí entre els anys 524 i 527, durant el regnat de Justí I, per encàrrec d'Anicia Juliana, dona noble filla d'Anici Olibri i de la seua esposa Placídia, que era descendent d'alguns emperadors occidentals. Pretenia substituir un antic temple edificat per Eudòxia, esposa de Teodosi II i besàvia de Juliana, per albergar el crani de sant Polieucte. Sempla que al seu moment fou la més gran de Constantinoble, abans que Justinià I, nebot i hereu de Justí, manés construir l'església de Santa Sofia.
En un epigrama laudatori de 76 línies, inscrit en les parets de l'església i conservat íntegrament (Anthologia Graeca, I.10), Juliana es compara amb els emperadors Constantí I i Teodosi II com a constructora monumental i afirma haver superat el temple de Salomó, en les proporcions del qual pel que sembla es basava la nova església. L'edifici fou un repte directe al prestigi i l'autoritat de la dinastia regnant, que no era d'origen noble, i pogué ser un dels motius per a la reconstrucció a gran escala de l'església de Santa Sofia, que efectuà Justinià uns anys més tard. A la llum d'aquesta rivalitat, potser no siga una coincidència que, segons la tradició, quan Justinià veié completada la construcció de Santa Sofia, va cridar: «"Salomó, t'he superat". La importància de les al·lusions a Salomó és qüestionada per alguns acadèmics, que veuen l'església més com una afirmació del prestigi imperial de l'antiga aristocràcia romana, de la qual descendia Juliana, i de l'ortodòxia de Calcedònia, que aquesta havia defensat durant el regnat de l'emperador monofisita Anastasi I. Un altre aspecte de l'antagonisme amb Justinià s'evidencia en una història registrada per Gregori de Tours: poc després del seu ascens al tron, Justinià demanà a l'anciana Juliana contribuir amb una part de la seua gran fortuna a la tresoreria de l'estat. Després de guanyar una mica de temps, Juliana manà fondre el seu or i transformar-lo en plaques amb què s'adornà l'interior del sostre de l'acabada de construir església de Sant Polieucte, preservant-lo així de l'avarícia de l'emperador.

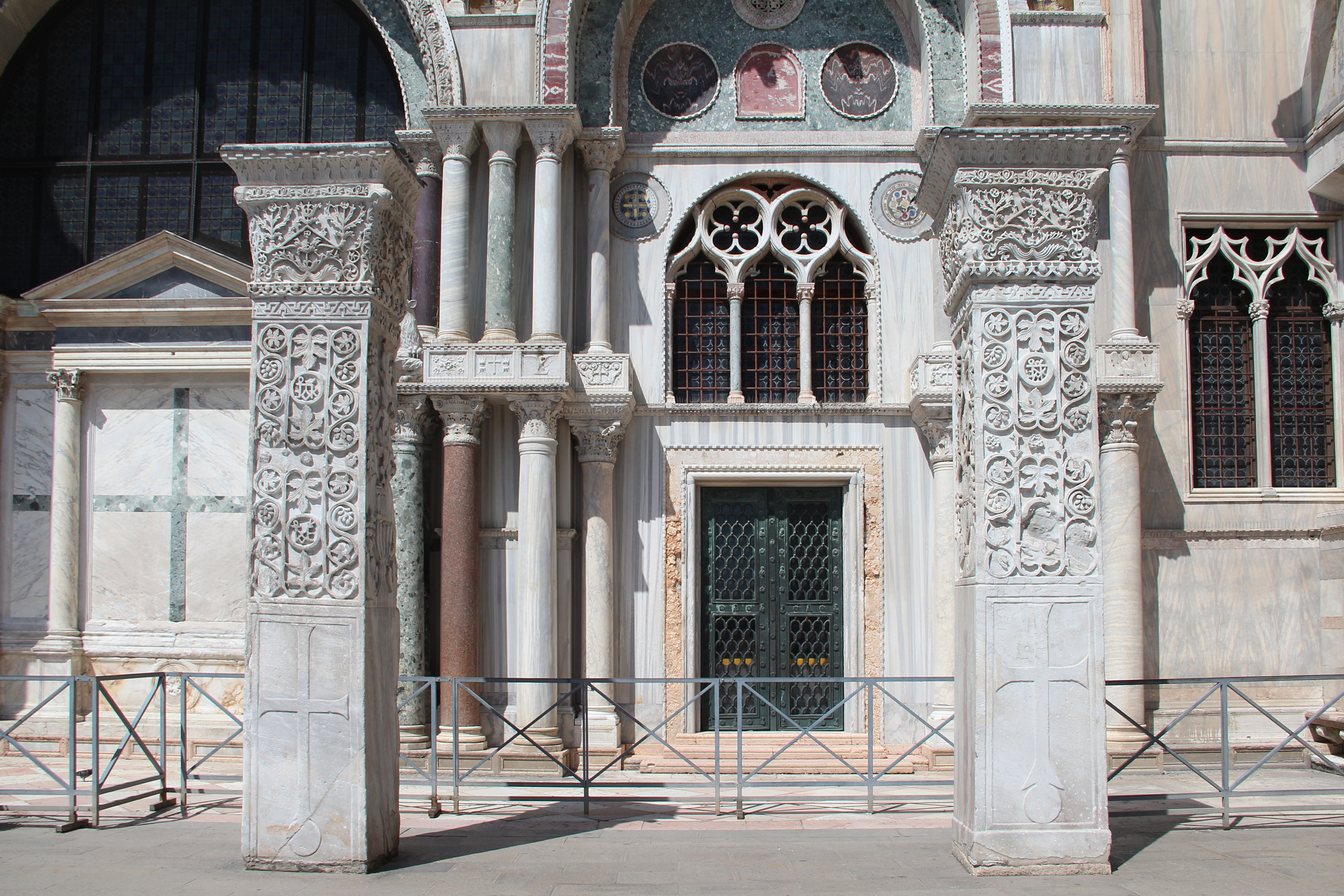
Els Pilastri Acritani, localitzats a l'entrada sud de la basílica de Sant Marc a Venècia, procedeixen de l'església de Sant Polieucte

L'església sobrevisqué fins al segle xi, quan fou abandonada. Fou saquejada pels mateixos romans d'Orient i després pels croats en el que es denominà el saqueig de Constantinoble el 1204, durant els saqueigs se'n portaren escultures i altres elements arquitectònics de l'edifici que més endavant serien reutilitzats. Algunes peces de Sant Polieucte es reutilitzaren en el monestir de Crist Pantocràtor (la moderna mesquita Zeyrek); altres peces, com els capitells, arribaren a llocs tan remots com Venècia, Barcelona i Viena, inclosos els anomenats Pilastri Acritani ('pilars d'Acre') que ara es troben a la basílica de Sant Marc a Venècia.

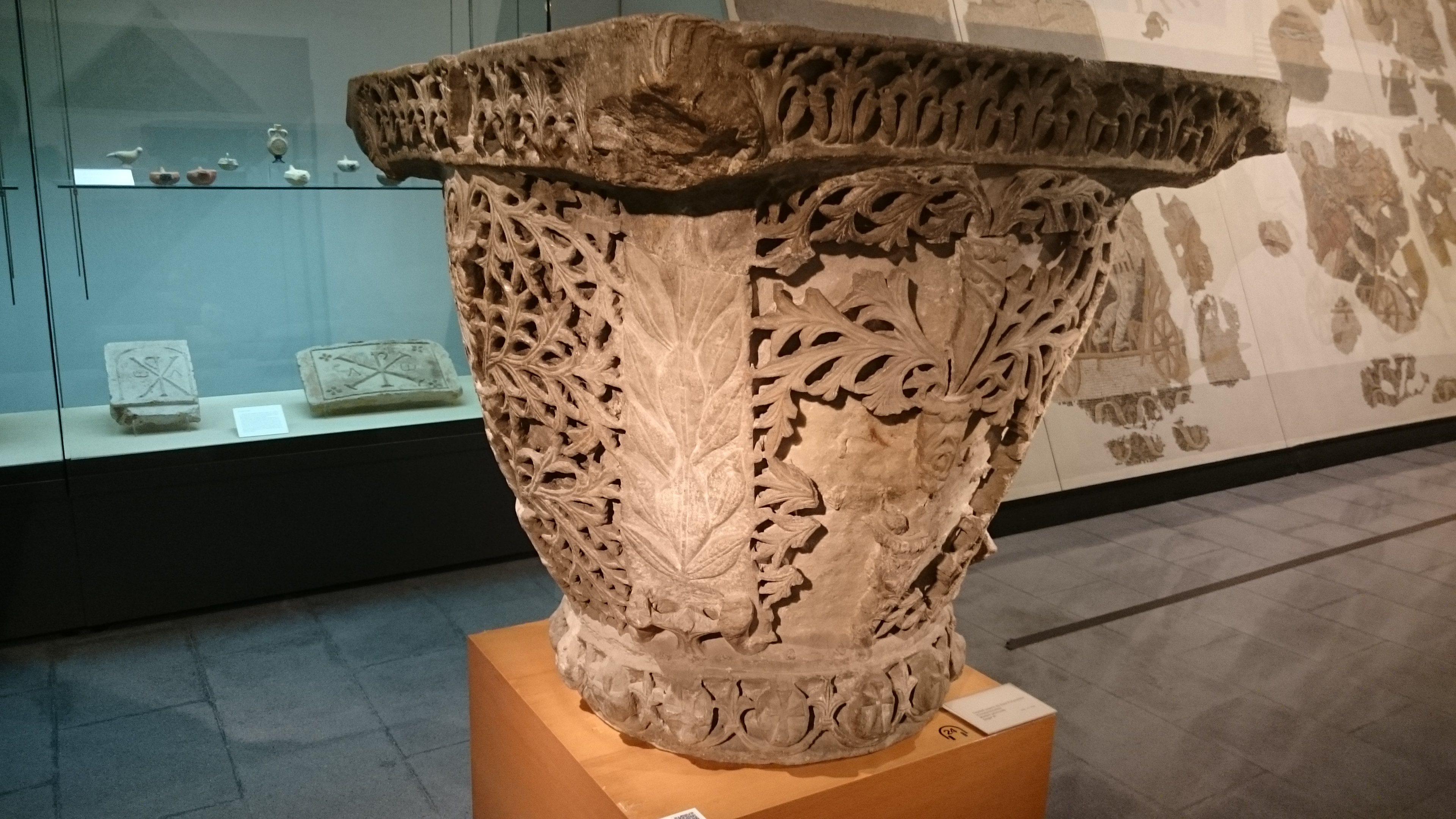
Capitell de Sant Polieucte que se suposa que va ser portat a Catalunya des de Sicília al pels almogàvers, actualment al Museu Nacional d'Art de Catalunya, a Barcelona.

El lloc de l'església, al barri Saraçhane (l'antiga Constantinianae), fou gradualment ocupat per cases i una mesquita durant el període otomà. En la dècada de 1940, Istanbul emprengué un programa de construcció en què molts edificis històrics foren destruïts per fer avingudes i places; en aquesta època s'enderrocà la mesquita i la zona quedà anivellada. Al 1960, quan es construïa la intersecció dels carrers Șehzadebași Caddesi i Atatürk Bulvari, en començaren les excavacions. S'hi descobriren voltes de maó i peces d'escultura de marbre proconesià, entre aquestes els fragments del monumental epigrama que adornava l'església. Aquests fragments, juntament amb referències a la ubicació aproximada de l'església en texts romans d'Orient sobre les processons imperials per l'avinguda Mese, permeteren una identificació segura. El lloc s'excavà entre 1964 i 1969 per arqueòlegs dirigits pel doctor Nezih Firatli del Museu Arqueològic d'Istanbul i Roy Michael Harrison de l'Institut Dumbarton Oaks. L'àrea, just enfront de l'ajuntament d'Istanbul, és ara un jaciment arqueològic preservat i obert al públic; les escultures s'han traslladat al Museu Arqueològic d'Istanbul.

## Descripció

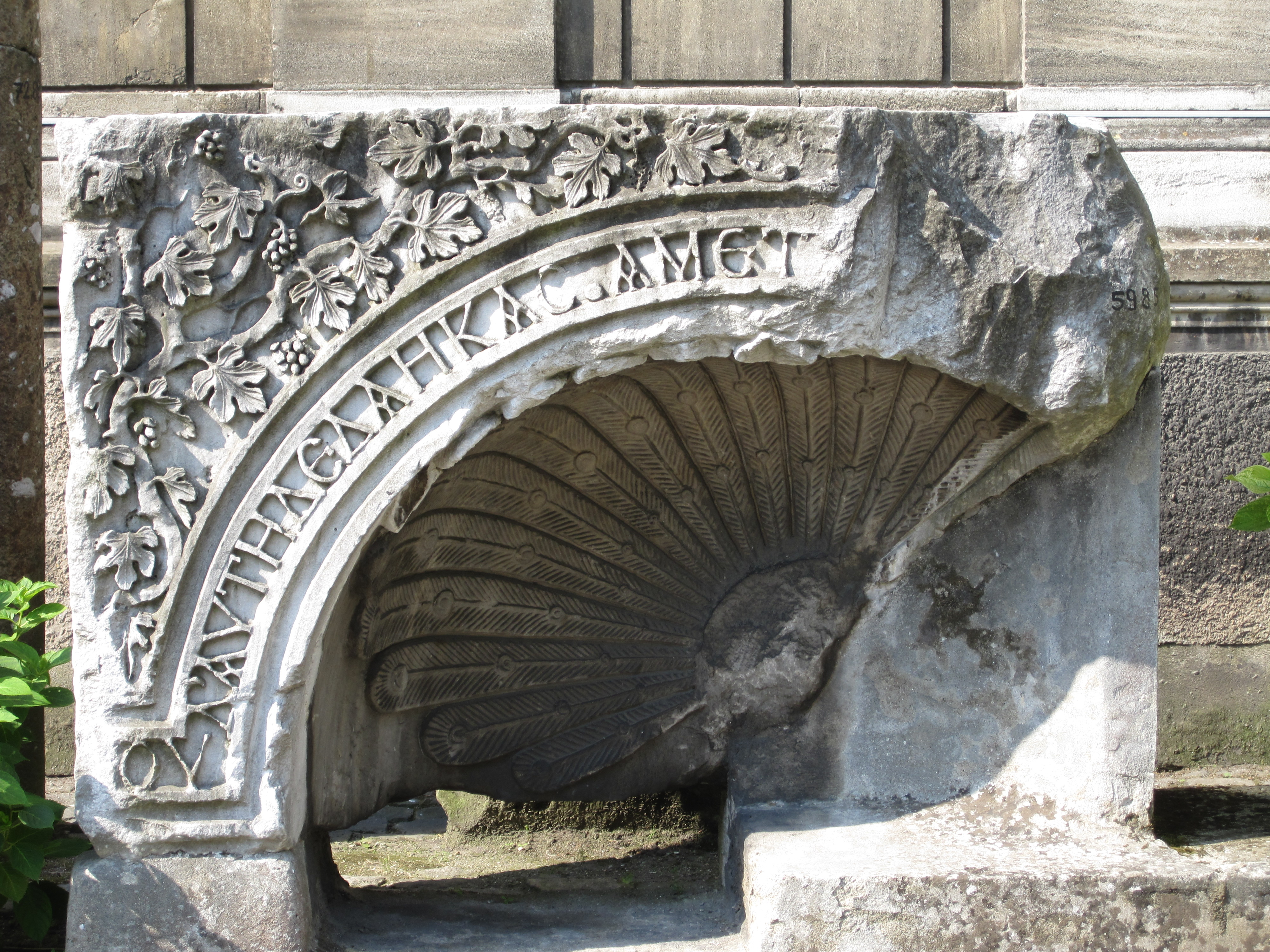
Fragment de la cornisa de l'església, conté l'inici de la trenta-unena línia de l'epigrama, que celebra la fundació de l'església. Es descobrí durant les excavacions de la dècada de 1960 i hui és al Museu Arqueològic d'Istanbul

Per bé que havia sigut un edifici de gran valor arquitectònica, se sap molt poc de la història de l'església i ni es sap com era. Excepte l'epigrama en honor de Juliana i la seua família, que s'inscrigué en fragments en diverses parts de l'església, no se'n sap gaire més. Segons l'epigrama es fa edificar-la segons la imatge del temple de Jerusalem, amb les proporcions precises assenyalades en la Bíblia per al temple de Salomó i amb el colze com a unitat de mesura, igual que l'arquetip. Richard Martin Harrison, cap dels excavadors del lloc, feu una reconstrucció de l'església i la presentà com una basílica quasi quadrada, amb prop de 52 m de llarg als costats, amb una nau central i dos passadissos laterals, amb un nàrtex precedit per un gran atri de 26 m de longitud a la part frontal. Al nord de l'atri es trobaren restes d'un altre edifici que s'ha identificat com el baptisteri de l'església o el palau de Juliana. Els forts fonaments en tot l'edifici indiquen, segons Harrison, la presència d'una cúpula, d'una altitud estimada a 30 m. L'àrea de l'altar encara no es va excavar i no se'n sap la forma. La possible presència d'una cúpula és de gran importància perquè significaria que era l'església de Sant Polieucte, i no les esglésies de Justinià (les de Sant Sergi, Sant Bacus i Santa Sofia), la que per primera vegada combinaria la tradicional basílica amb una cúpula. Gràcies a l'epigrama sabem que l'interior tenia dues plantes amb columnates i galeries. Basat en l'epigrama i les subestructures, Harrison també postulà l'existència d'un parell de exedres de dues plantes, que constaven de tres nínxols amb un moll al mig, als costats nord i sud de l'ambó. Els espais al voltant de l'intercolumni oest de la cúpula podrien haver estat coberts amb arcs torals o voltes d'aresta.
La decoració interior era d'una riquesa extraordinària. Les parets estaven decorades amb marbre, el sostre recobert d'or i al vestíbul hi havia una representació del baptisme de Constantí el Gran. També s'hi trobaren fragments d'ivori, ametista, or i cristalls de colors que originàriament eren incrustacions en les escultures de marbre, així com fragments de mosaics. L'evocació deliberada al temple de Salomó es veié reforçada per la preponderància de certs motius en la decoració de l'església, com palmeres, magraners i lliris. Una característica notable, de la qual no s'havia trobat abans constància en l'art i l'arquitectura de Constantinoble, és l'ús extensiu de motius decoratius perses sassànides, com sanefes de palmetes i fulles de magrana o patrons de vegetals en disposicions geomètriques i simètriques. Els motius perses es feren cada vegada més populars al segle vi i també s'usaren en la decoració de l'església de Santa Sofia. Una altra troballa excepcional fou l'existència de deu plaques en relleu que mostren imatges de Crist, la Mare de Déu i els apòstols; aquest tipus d'imatges són molt rares a causa que als s. VIII i IX es destruïren gran part de les representacions humanes en la iconoclàstia.